# مرصد ليك

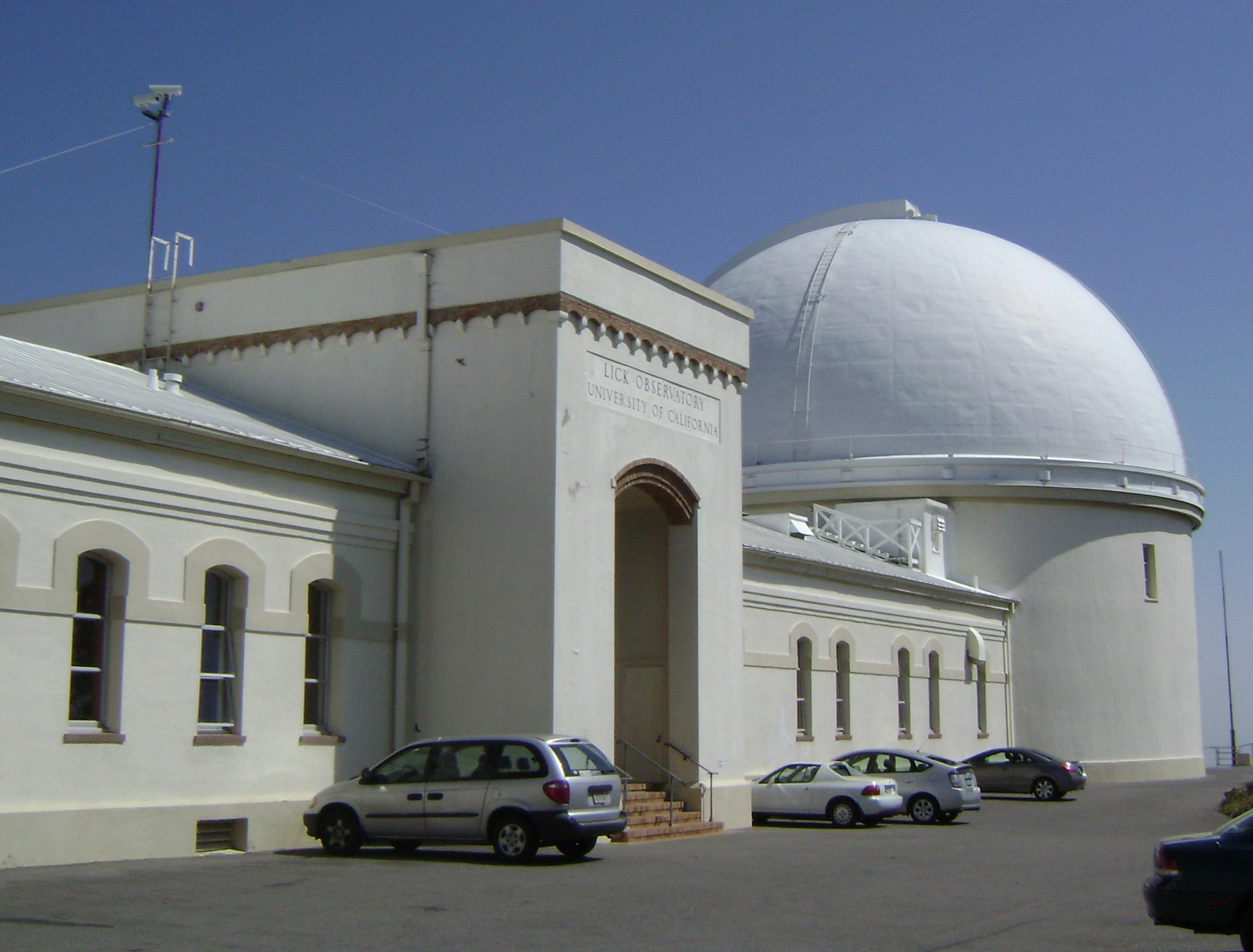
مبنى المرصد الرئيسي بالإضافة إلى القبة الكبيرة ، مكان وجود تلسكوب جيمس ليك ذو ال36 بوصة

مرصد ليك هو مرصد فلكي تملكه وتديره جامعة كاليفورنيا.

## موقعه
يقع المرصد على قمة جبل هاملتون، في نطاق ديابلو الشرق من سان خوسيه، كاليفورنيا، الولايات المتحدة الأمريكية. ويدير المرصد جامعة كاليفورنيا في سانتا كروز، حيث تمت عملية نقل موظفيها وعلمائها في منتصف الستينات من القرن العشرين.

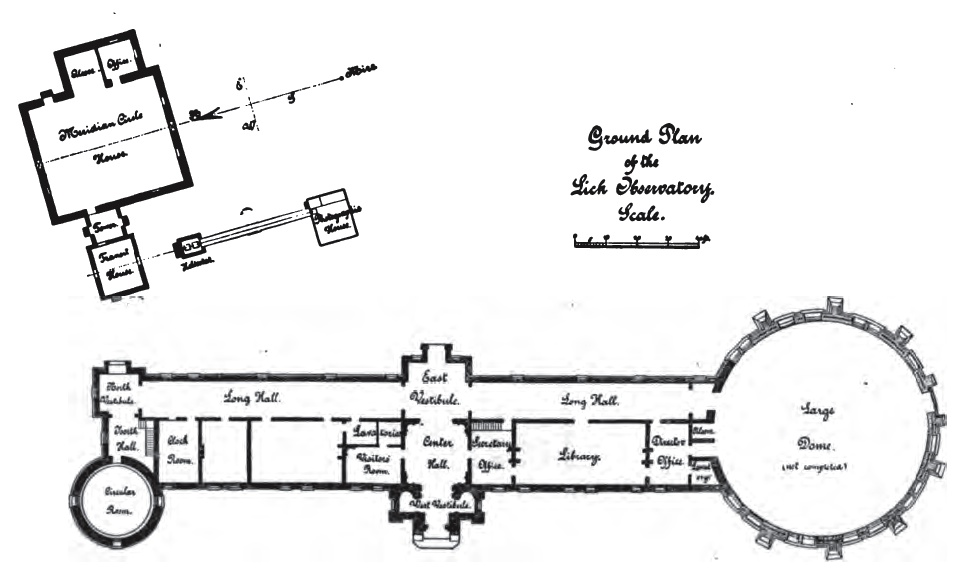
مخطط لمرصد ليك. القبة تحتضن تليسكوب ليك ذو ال36 بوصة على اليمين.

## التاريخ
هذا المرصد هو أول مرصد يتم إقامته وإنشاؤه على قمة جبل وبشكل دائم عبر التاريخ.
في مايو عام 1888 للميلاد تم نقل ملكية مرصد ليك بالكامل إلى جامعة كاليفورنيا.

## الوضع الحالي
مع النمو والتطور الذي شهدته سانت خوسيه ووادي السليكون خاصة أصبح التلوث الضوئي يشكل مشكلة كبيرة للمرصد.

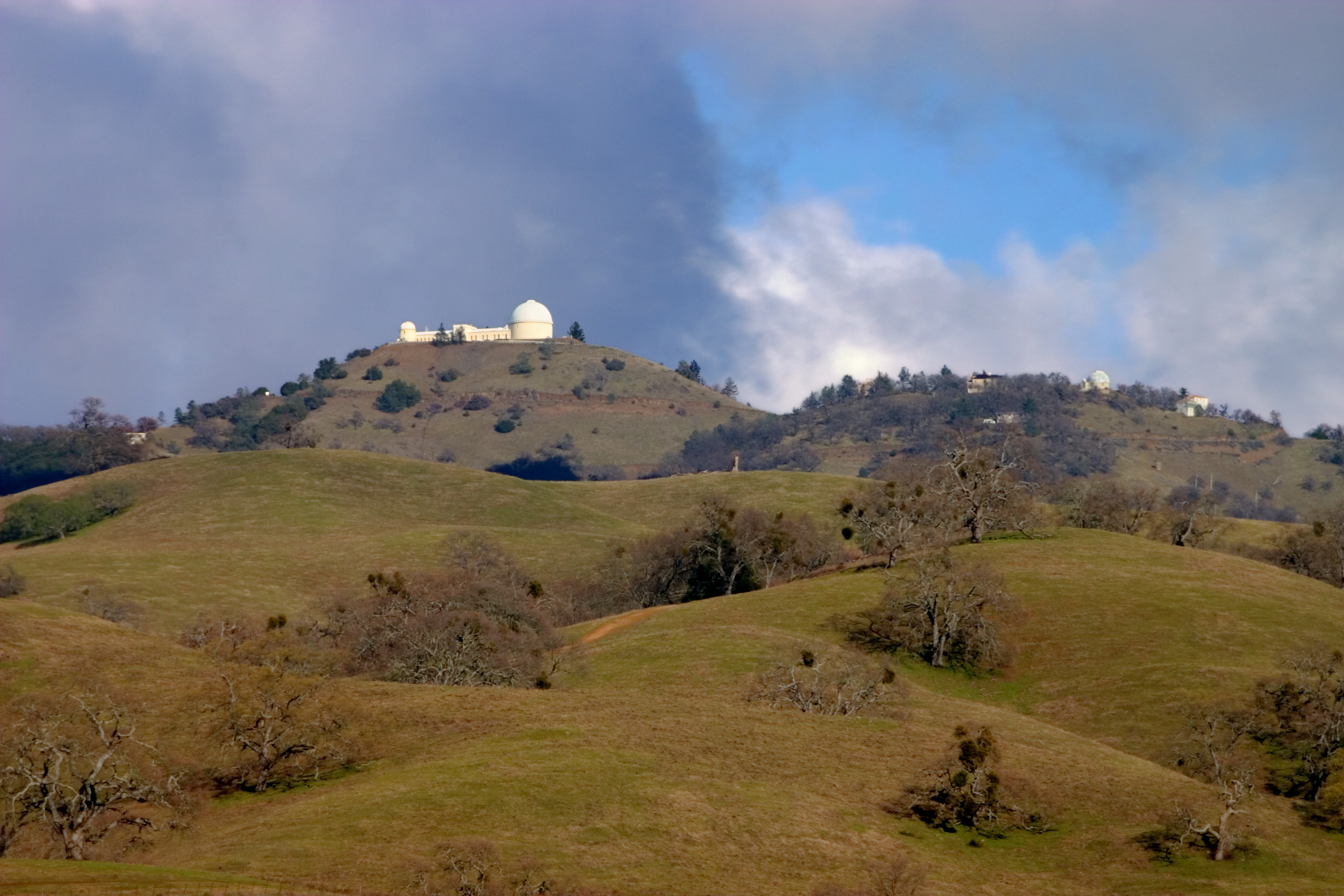
مرصد ليك في صورة من غرانت رانتش.

## الاكتشافات المهمة
الأجرام الفلكية التالية تم اكتشافها جميعاً في مرصد ليك:
| - عدة أقمار تابعة لكوكب المشتري - أمالثيا - أنانك (قمر)[بحاجة لمصدر] - إلارا - هيمالايا - ليسيثيا (قمر) - سينوبي (قمر) (disputed) - أجرام قريبة من الأرض (29075) 1950 دا | - عدة كواكب خارج المجموعة الشمسية - نظام الكوكب الخماسي - السرطان 55 - نظام الكوكب الثلاثي - تطوان (نجم) (with مرصد ويبل) - أنظمة الكوكب الثنائي - HD 38529 (with مرصد كيك) - HD 12661 (with Keck) - غليزا 876 (with Keck) - الدب الأكبر 47 |  |

مرصد ليك عام 1900

## الهوامش
1. ↑   https://www.projectpluto.com/obsc.htm. {{استشهاد ويب}}: |url= بحاجة لعنوان (مساعدة) والوسيط |title= غير موجود أو فارغ (من ويكي بيانات) (مساعدة)
2. ↑  The Building of Lick Observatory نسخة محفوظة 02 يناير 2013 على موقع واي باك مشين.
3. ↑  "The Lick Observatory Completed (from San Francisco Alto May 22, 1888)". The New York Times. 29 مايو 1888. ص. 5. ISSN:1599922. مؤرشف من الأصل في 2016-03-05. Sometime this week the Trustees of the James Lick Estate will convey to the Board of Regents of the State University the Mount Hamilton Observatory. {{استشهاد بخبر}}: تأكد من صحة قيمة |issn= (مساعدة)صيانة الاستشهاد: التاريخ والسنة (link)

## لقراءة أوسع
- Holden، Edward Singleton (1888). Hand-book of the Lick Observatory of the University of California.

## وصلات خارجية
- مرصد ليك
- Automated Planet Finder construction webcam
- كاميرا الانترنت الخاصة بمرصد ليك
- Mount Hamilton Clear Sky Clock Forecasts of observing conditions covering Lick Observatory.
- The University of California Observatories
- Lick Observatory Summer Visitor Program Documentary An overview of the program as experienced by LectureMaker's film crew